# Kostolné
Kostolné je naseljeno mjesto u okrugu Myjava u  Trenčínskom kraju u Slovačkoj.

## Stanovništvo
| Godina:     | 1993. | 2003.   | 2013.   | 2023.   |
| ----------- | ----- | ------- | ------- | ------- |
| Broj ljudi: | 725   | 658     | 619     | 627     |
| Razlika:    |       | -9,24 % | -5,92 % | +1,29 % |

| Godina:     | 2022. | 2023.   |
| ----------- | ----- | ------- |
| Broj ljudi: | 622   | 627     |
| Razlika:    |       | +0,80 % |

Prema podacima o broju stanovnika iz 2023. godine naselje je imalo 627 stanovnika.

## Vanjske poveznice
|  | Zajednički poslužitelj ima još gradiva o temi Kostolné |

- Službena stranica naselja (sl.)